# Richardson-Zahl
Die Richardson-Zahl {\displaystyle Ri} (nach dem britischen Mathematiker und Meteorologen Lewis Fry Richardson) ist eine dimensionslose Kennzahl. Sie beschreibt in der Strömungslehre den Zusammenhang zwischen potentieller und kinetischer Energie.

## Definition

### Flüssigkeiten oder Gase in einem Schwerefeld
Für Flüssigkeiten oder Gase in einem Schwerefeld kann man z. B. definieren
{\displaystyle Ri={\frac {g\cdot h}{u^{2}}}}
mit
- der Gravitationsbeschleunigung g
- einer für das Problem typischen Länge h (in Richtung des Schwerefeldes)
- einer typischen Geschwindigkeit u.

In dieser Definition wird der Kehrwert der Quadratwurzel aus der Richardson-Zahl auch als Froude-Zahl bezeichnet:
{\displaystyle {\frac {1}{\sqrt {Ri}}}={\frac {u}{\sqrt {g\cdot h}}}={\mathit {Fr}}}
Im Flugbetrieb gibt die Richardsonzahl z. B. Anhaltspunkte, ob Turbulenzen auftreten: je kleiner {\displaystyle Ri}, desto wahrscheinlicher sind Turbulenzen – bei typischen Ri-Werten von 0,1 bis 10.

### Thermische Konvektion
In Problemen mit thermischer Konvektion wird folgende Definition benutzt:
{\displaystyle {\mathit {Ri}}={\frac {g\cdot \gamma \cdot (T_{\text{Wand}}-T_{0})\cdot L}{u^{2}}}}
dabei ist
- {\displaystyle \gamma } der Ausdehnungskoeffizient
- {\displaystyle T_{\text{Wand}}} die Temperatur der geheizten Wand
- {\displaystyle T_{0}} eine Referenztemperatur
- {\displaystyle L} eine typische Länge des Problems.

Diese Definition entspricht einer alternativen Definition der Archimedes-Zahl und kann mit der Grashof-Zahl {\displaystyle Gr} und der Reynoldszahl {\displaystyle Re} auch geschrieben werden als:
{\displaystyle Ri={\frac {Gr}{Re^{2}}}}
Natürliche Konvektion ist für {\displaystyle Ri<0{,}1} vernachlässigbar, erzwungene Konvektion ist für {\displaystyle Ri>10} vernachlässigbar. Für Werte dazwischen {\displaystyle (0{,}1<Ri<10)} müssen beide berücksichtigt werden.

## Anwendungsbeispiel

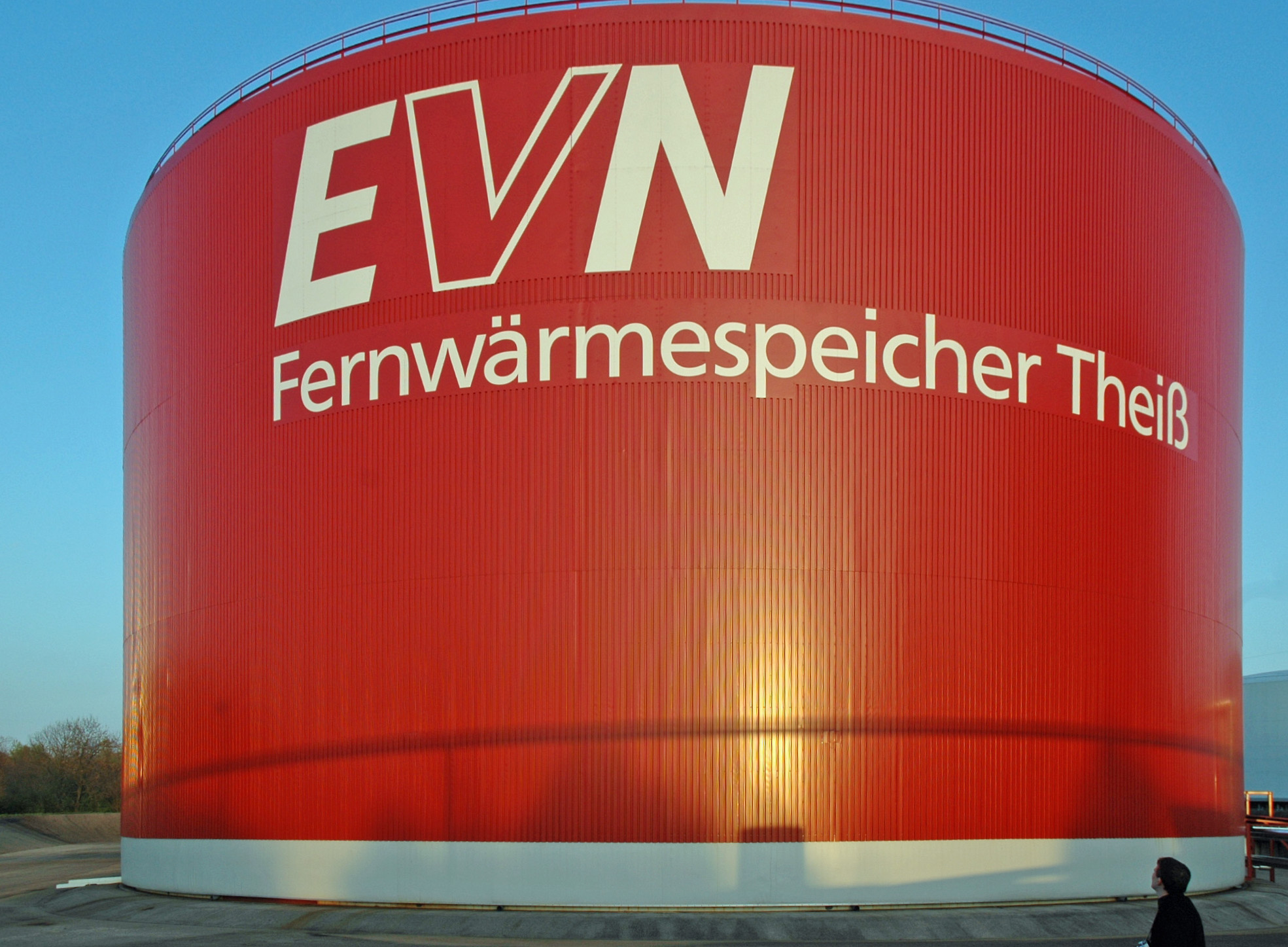
Fernwärmespeicher
zur Versorgung der Stadt Krems
mit 50.000 m³ Wasserinhalt
und 2 GWh Speichervermögen

Bei der Auslegung von Tanks als Wärmespeichern dient die Richardson-Zahl dazu, eine stabile Temperaturschichtung (oben warm, unten kalt) im Speicher zu erhalten. Die Einströmung in den Speicher muss also so langsam erfolgen, dass der  pro Zeit eingebrachte Impuls lokal aufgezehŕt wird und damit die Speicherschichtung im gesamten Tank nicht zerstört.
Ende 2007 wurde Europas größter Fernwärmespeicher mit über 2 GWh Speichervermögen im Kraftwerk Theiß der EVN AG in Betrieb gesetzt. Er weist einen (Innen-)durchmesser von 50 Metern und eine Höhe von gut 20 Metern auf und ist vollständig im Wesentlichen mit Wasser gefüllt. Den Tank für ein gewisses Volumen niedriger als breit zu bauen spart hydrostatische Druckbelastung am Fuß des Tanks. Um eine stabile Temperaturschichtung zu erhalten, ist es nötig, die Translationsgeschwindigkeit der Einströmung und auch der Ausströmung gering zu halten. Die Richardson-Zahl wird berechnet und dient zur Abschätzung des Verhaltens.